# Kyzylorda
Kyzylorda (tiếng Kazakh: Қызылорда, đã Latinh hoá: Qyzylorda, قىزىلوردا), tên trước đây là Kzyl-Orda (tiếng Nga: Кзыл-Орда), Ak-Mechet (Ак-Мечеть), Perovsk (Перовск), và Fort-Perovsky (Форт-Перовский), là một thành phố ở trung-nam Kazakhstan, thủ phủ vùng Kyzylorda và là cố đô của nước Cộng hòa Xã hội chủ nghĩa Xô viết tự trị Kazakhstan từ năm 1925 tới 1929.
Thành phố có dân số 157.400 (điều tra năm 1999). Thành phố nằm bên sông Syr Darya và từ xưa là một pháo đài của Hãn quốc Kokand. Dân số: Bản mẫu:Kz-census2009 Bản mẫu:Kz-census1999